# 10,5 cm FlaK 38
Il cannone 10,5 cm FlaK 38 è stata un'arma antiaerea e anticarro tedesca utilizzata nella seconda guerra mondiale dalla Luftwaffe e nella sua versione navale dalla Kriegsmarine.

## Sviluppo
Il cannone venne messo in servizio per sostituire il cannone 8.8 cm (3.5") SK C/31 nelle navi più moderne. Il cannone ha costituito l'armamento antiaereo delle navi da battaglia classe Scharnhorst e Bismarck e degli incrociatori pesanti classe Deutschland e classe Hipper e su unità navali, prede belliche inquadrate nella Kriegsmarine.
Dopo la fine del conflitto il Narodnooslobodilačka vojska i partizanski odredi Jugoslavije catturò diversi esemplari del cannone antiaereo pesante 10,5 cm FlaK 38 in Istria e Croazia del nord, che furono immessi in servizio per un breve periodo nel neocostituito esercito federale. Uno di questi si trova ora esposto al Museo militare di Belgrado.
Nel dopoguerra il cannone ha sostituito il cannone da 135/45 come armamento principale negli incrociatori leggeri classe Capitani Romani, che l'Italia cedette alla Francia in seguito al trattato di pace, che nella Marine nationale vennero impiegati come conduttori di flottiglia.

## Utilizzatori
Francia
- Marine nationale

 Germania
- Kriegsmarine
- Luftwaffe

 Jugoslavia
- Kopnena Vojska JNA

### Periodici
- Stefano Baracchini, Armi ed equipaggiamenti dell’Asse in Jugoslavia, in Storia & Battaglie, n. 178, Vicchio, Luca Poggiali Editore, aprile 2017,  pp. 16-28.